# لئاندرو سانتوس
لئاندرو سانتوس (انگلیسی: Leandro Santos؛ زادهٔ ۲۸ سپتامبر ۲۰۰۵) بازیکن فوتبال اهل پرتغال است که در حال حاضر برای بنفیکا بی در پست مدافع بازی می‌کند.
از باشگاه‌هایی که در آن بازی کرده است می‌توان به بنفیکا بی اشاره کرد.
وی همچنین در تیم ملی فوتبال زیر ۲۰ سال پرتغال بازی کرده است.

## دوران باشگاهی
سانتوس فوتبال را در تیم زادگاهش فابریل آغاز کرد، سپس در سال ۲۰۱۷ به آکادمی جوانان بنفیکا پیوست. او در ۹ اکتبر ۲۰۱۹ نخستین قرارداد توسعهٔ خود را با بنفیکا امضا کرد. او در ۲۱ فوریهٔ ۲۰۲۲ نخستین قرارداد حرفه‌ای خود را با این باشگاه امضا کرد. در ۲۲ مارس ۲۰۲۴ قرارداد خود را با بنفیکا تمدید کرد. در فصل ۲۰۲۵–۲۰۲۴ به تیم بنفیکا بی در لیگا پرتغال ۲ ارتقا یافت و در نوامبر ۲۰۲۴ به تمرینات تیم اصلی دعوت شد. وی نخستین بازی خود را برای تیم اصلی بنفیکا به عنوان بازیکن تعویضی در پیروزی ۷–۰ برابر استرلا در چارچوب جام حذفی پرتغال در ۲۴ نوامبر ۲۰۲۴ انجام داد.

## دوران ملی
سانتوس بازیکن ملی‌پوش رده‌های پایهٔ پرتغال است و نخستین‌بار در اکتبر ۲۰۲۴ به اردوی تمرینی تیم زیر ۲۰ سال پرتغال دعوت شد.